# Бельфор (округ)
Бельфор (фр. Belfort) — округ (фр. Arrondissement) во Франции, один из округов в регионе Франш-Конте. Департамент округа — Территория Бельфор. Супрефектура — Бельфор.
Население округа на 2006 год составляло 141 201 человек. Плотность населения составляет 232 чел./км². Площадь округа составляет всего 609 км².